# Amancy
Amancy település Franciaországban, Haute-Savoie megyében. Lakosainak száma 2786 fő (2022. január 1.). Amancy Arenthon, Cornier, La Roche-sur-Foron, Saint-Laurent, Saint-Pierre-en-Faucigny és Saint-Sixt községekkel határos.

## Népesség
A település népességének változása:
| Lakosok száma | 2353 | 2492 | 2631 | 2665 | 2713 | 2739 | 2767 | 2779 | 2786 |
|               | 2013 | 2015 | 2016 | 2017 | 2018 | 2019 | 2020 | 2021 | 2022 |